# Aïn Tedles
Aïn Tedles, également orthographié Aïn Tédlès ou parfois Aîn Tedelès, est une commune de la wilaya de Mostaganem en Algérie.

## Toponymie
Le nom de Aïn Tedles est un composé arabo-berbère signifiant aïn (source en langue arabe , ⴰⵏⵓ  [anu] en tamazight) et tédlès (amazigh/berbère adlis, tadlist), ce qui donne la désignation suivante du lieu par : la source du diss (une plante rugueuse) ou la source verdoyante , couverte de culture [adlas] ⵓⴷⵍⴰⵙ ⵜⴷⵍⵙⴰ [tdlsa].

## Démographie
Aïn Tedles est la deuxième commune la plus peuplée de la wilaya de Mostaganem après Mostaganem, selon le recensement général de la population et de l'habitat de 2008, la population de la commune d'Aïn Tedles est évaluée à 38 823 habitants contre 6 606 en 1977:
| 1977  | 1987   | 1998   | 2008   |
| ----- | ------ | ------ | ------ |
| 6 606 | 11 040 | 31 538 | 38 823 |

## Culture et patrimoine
Le Festival national de la chanson bédouine et de la poésie populaire est organisé à Aïn Tédelès.

## Personnalités liées à la commune
- Raoul Boggio (1898-1947), poète et résistant français né à Aïn-Tédélés
- Ahmed Tchouka, ancien député indépendant de la wilaya de Mostaganem et maire d'Aïn Tedles, y est décédé à l’âge de 69 ans. Il était considéré parmi les plus jeunes maires algériens dans l’histoire puisqu’il avait dirigé l’APC d’Aïn Tedles à l’âge de 28 ans. Issu d’une famille révolutionnaire, son père Tchouka Abdelakder est mort en martyr avec ses sept enfants et leur mère fut également une moujahida.[réf. nécessaire]
- Réda Hamiani (1944-2021), homme politique algérien est natif de la région.